# Göksjön, Södermanland
Göksjön är en sjö i Strängnäs kommun i Södermanland och ingår i Norrströms huvudavrinningsområde. Sjön har en area på 0,663 kvadratkilometer och ligger 41,1 meter över havet.

## Delavrinningsområde
Göksjön ingår i det delavrinningsområde (656844-157233) som SMHI kallar för Utloppet av Göksjön. Medelhöjden är 59 meter över havet och ytan är 7 kvadratkilometer. Räknas de 3 avrinningsområdena uppströms in blir den ackumulerade arean 10,55 kvadratkilometer. Vattendraget som avvattnar avrinningsområdet har biflödesordning 4, vilket innebär att vattnet flödar genom totalt 4 vattendrag innan det når havet efter 83 kilometer. Avrinningsområdet består mestadels av skog (80 procent). Avrinningsområdet har 1,18 kvadratkilometer vattenytor vilket ger det en sjöprocent på 16,8 procent.